# Eucratides II
Eucratides II (tiếng Hy Lạp: Εὐκρατίδης Β΄) là một vị vua Hy Lạp-Bactria, người mà đã kế vị và có lẽ là  một người con  của Eucratides I. Có lẽ Eucratides II  đã cai trị trong một thời gian tương đối ngắn sau khi giết hại người cùng tên với mình, cho đến khi ông bị lật đổ trong cuộc nội chiến triều đại được gây ra bởi những người cùng tham gia vụ ám sát.
Trong những năm của ông trước đó, Eucratides II có thể là một đồng nhiếp chính với cha mình: trên tiền xu sau này của ông, ông sử dụng vương hiệu Soter (Đấng cứu tinh), mà có thể là một dấu hiệu cho thấy ông bây giờ cai trị  riêng mình.
Ngay sau  khi Eucratides II qua đời, vị vua cuối cùng của Bactria Heliocles I (có thể là một thành viên khác của triều đại) đã bị đánh bại bởi người Tocharian hoặc các bộ lạc Nguyệt Chi, những người  đã đuổi các vị vua người Hy Lạp khỏi Bactria.